# 中文一分鐘
《中文一分鐘》（英語：One Minute's Chinese），是由香港電台電視部及香港浸會大學中國語言文學系製作，以每天一分鐘短講形式播出的漢語教學電視資訊節目，於1996年至2000年期間製作及播出。節目於1996年同類節目《英語一分鐘》播放完畢後緊接播出，主要由香港語言及文化學者陳永明教授主持。

## 節目內容
《中文一分鐘》主要由香港浸會大學中文系前系主任、現任榮譽教授陳永明主持。節目以每日一分鐘的形式，以不同主題介紹中國語文的文字、文學、及文化，使觀眾對中國語文有更深入和多角度的認識，亦會討論中港語言及文化差異，以及有關粵語正音 、錯別字等的常見中國語文問題。
節目逢星期一至五於無綫電視翡翠台及亞洲電視本港台播出，並於香港電台第一、二、五台播出聲音版本。電視播放方面，逢星期六特設「週末重溫」，讓觀眾重溫該週五天所播出的內容。
節目是由語文教育及研究常務委員會轄下語文基金贊助。節目由1996年9月開始播出至2000年5月，共播出755集。
1998年，在語文基金贊助下，《中文一分鐘》分別輯錄成書籍及VCD。其中《中文一分鐘》一書共分四冊，由陳永明教授、其他資深大學教授以及講師合著，皆由中華書局出版。該書依據香港學生及一般大眾的需要而編寫，期望讀者能以最短的時間學習中文。VCD則由《中文一分鐘》節目中20集「週末重溫」輯錄而成。

## 節目欣賞指數調查
根據香港電台刊物《傳媒透視》資料所載，於1997年11月進行的第9次電視節目欣賞指數調查顯示，《中文一分鐘》欣賞指數由1996年的68.9點升至70.1點，比較同年港台節目欣賞指數排名由1996年11月的20位攀至1997年11月的第10位。
1998年，《中文一分鐘》欣賞指數由1997年的70.1點升至75.53點，比較同年港台節目欣賞指數排名第17。
1999年，《中文一分鐘》比較同年港台節目欣賞指數排名第13。
2000年，《中文一分鐘》並未有位列節目欣賞指數排行榜頭20名。

## 外部連結
- YouTube：香港電台頻道載《中文一分鐘》「週末重溫」播放清單（页面存档备份，存于）
- 香港電台（2004）：網上中文一分鐘網站（页面存档备份，存于）